# Monsieur Nounou (film, 2015)
Pour plus de détails, voir Fiche technique et Distribution.
Monsieur Nounou (Der Nanny) est un film allemand réalisé par Matthias Schweighöfer et Torsten Künstler, sorti en 2015.

## Synopsis
Un grand projet immobilier étant sur le point de naître à l'endroit où il vit, Rolf Horst est chassé de son appartement. Hors de lui, il décide d'aller régler ses comptes avec le responsable, Clemens Klina. Accaparé par son travail, Clemens est à la recherche d'une nourrice pour ses enfants, très turbulents et ayant déjà fait fuir 3 nourrices. Lorsque Rolf arrive à son domicile, sur un malentendu, Clemens pense qu'il s'agit de sa nouvelle nounou et l'engage. Finalement, Rolf accepte avec pour but de faire échouer les projets de son nouveau patron.

## Fiche technique
- Titre : Monsieur Nounou
- Titre original : Der Nanny
- Réalisation : Matthias Schweighöfer et Torsten Künstler
- Scénario : Matthias Schweighöfer, Finn Christoph Stroeks, Lucy Astner et Murmel Clausen
- Décors : Gabriella Ausonio
- Costumes : Metin Misdik
- Photographie : Bernhard Jasper
- Montage : Stefan Essl, Zaz Montana
- Musique : Josef Bach, Tina Pepper, Arne Schumann
- Production : Matthias Schweighöfer, Marco Beckmann et Dan Maag
- Sociétés de production : Pantaleon Films, Warner Bros Film Productions Germany, Erfttal Film, Arri Productions, WS Filmproduktion
- Pays d'origine : Allemagne
- Langue originale : allemand
- Format : couleur
- Budget : 9 000 000 €
- Durée : 110 minutes
- Genre : Comédie dramatique
- Dates de sortie : 
  - Allemagne : 26 mars 2015
  - France : 25 septembre 2018 (diffusion à la télévision sur 6ter [2]).
- Version française :
  - Studio : Libra Films
  - Adaptation : Estelle Renard
  - Directrice artistique : Blanche Ravalec

## Distribution
- Matthias Schweighöfer (VF : Pascal Nowak) : Clemens Klina
- Milan Peschel (VF : Laurent Morteau) : Rolf Horst
- Paula Hartmann (VF : Clara Soares) : Winnie Klina
- Arved Friese (VF : Andréa Santa Maria) : Theo Klina
- Joko Winterscheidt (VF : Tanguy Goasdoué) : August
- Andrea Osvárt (VF : Hélène Bizot) : Helen Nielsen
- Friedrich Liechtenstein : Keiler
- Tim Sander (VF : Taric Mehani) : Manni
- Garry Fischmann : Keno
- Matilda März : Kaya
- Jan Bülow : Sven
- Kirsten Block : La directrice de l'école
- Alina Süggeler : Steffi
- Us Conradi : Gitta
- Chung-Ook Chang : Changju
- Steve Wilke : L'agent de sécurité
- Veronica Ferres : Ilona
- Gitta Schweighöfer : Almuth
- Michael Schweighöfer : Directeur de la construction
- Arsseni Bultmann : Le garçon sur le radeau
- Lukas T. Sperber : L'adolescent avec le Coca
- Caroline Rapp : Une standardiste
- Sina Platzer : Une standardiste
- Christian Kahrmann : Le policier
- Ilka Bessin : La mère sur le radeau
- Birte Rehberg : Kim
- Petra Hartung : Une nounou
- Livia Matthes : Une nounou
- Carmen Stuellenberg : Une nounou

Source VF : Crédits finaux du film

## Production
Le film a été produit par Pantaleon Films et Warner Bros Pictures en co-production avec Erfttal Film, Arri Productions et WS Filmproduktion. Le tournage a commencé à Berlin en septembre 2014 au château de Burgscheidungen, dans le Saxe-Anhalt. Le budget est estimé à environ 9 millions d'euros.

## Accueil
En Allemagne, le film a reçu des critiques négatives.
Filmdienst a statué que le film était une "comédie familiale qui s'adressait au monde soi-disant hostile aux enfants de riches et à l'idylle sociale des pauvres avec des platitudes sociales et des incohérences scénaristiques". La station de radio DLF Kultur a décrit le film comme un "théâtre folklorique de comédie de film allemand idiot et a choisi l'acteur Milan Peschel". Le magazine Cinema a parlé d'une "comédie turbulente, un peu trop lourde, qui se nourrit du charme des acteurs bien remplis".

### Fiches du film
- (de) Filmstarts
- (de) Cinema
- (de) Kino
- (de) Fernsehserien

### Bande-annonce
- (de) Bande-annonce du film